# 莎拉·伦高
莎拉·倫高（丹麥語：Sara Lundgaard，1997年6月26日—），丹麥女子羽毛球運動員。

## 簡歷
2015年3月，莎拉·倫高代表丹麥參加在波蘭盧賓舉行的歐洲青年羽毛球錦標賽，與弗雷德里克·瑟高·莫滕森合作赢得混合雙打亞軍。

## 主要比賽成績
只列出曾進入準決賽的國際賽事成績：
| 年份   | 賽事                   | 公開賽級別 | 項目     | 拍檔                   | 成績   |
| ------ | ---------------------- | ---------- | -------- | ---------------------- | ------ |
| 2015年 | 歐洲青年羽毛球錦標賽   | 其他       | 混合團體 | －                     | 季軍   |
| 2015年 | 歐洲青年羽毛球錦標賽   | 其他       | 混合雙打 | 弗雷德里克·瑟高·莫滕森 | 亞軍   |
| 2016年 | 斯洛文尼亞羽毛球國際賽 | 國際系列賽 | 混合雙打 | 史蒂夫·奥尔森          | 亞軍   |
| 2017年 | 挪威羽毛球國際賽       | 國際系列賽 | 女子雙打 | 亚历山德拉·博尔        | 冠軍   |
| 2017年 | 意大利羽毛球國際賽     | 國際挑戰賽 | 女子雙打 | 亚历山德拉·博尔        | 亞軍   |
| 2018年 | 奧地利羽毛球公開賽     | 國際挑戰賽 | 女子雙打 | 亚历山德拉·博尔        | 準決賽 |
| 2018年 | 奧地利羽毛球公開賽     | 國際挑戰賽 | 混合雙打 | 拉塞·摩爾菲德          | 亞軍   |
| 2018年 | 荷蘭羽毛球公開賽       | 超級100賽  | 女子雙打 | 亚历山德拉·博尔        | 準決賽 |
| 2020年 | 奧地利羽毛球公開賽     | 國際挑戰賽 | 混合雙打 | 葉普·貝伊              | 冠軍   |
| 2021年 | 丹麥羽毛球大師賽       | 國際挑戰賽 | 女子雙打 | 梅蒂·波尔森            | 準決賽 |
| 2021年 | 丹麥羽毛球大師賽       | 國際挑戰賽 | 混合雙打 | 葉普·貝伊              | 冠軍   |

| 2007-2017年 | 首要超級賽 | 超級賽 | 黃金大獎賽 | 大獎賽 | 國際挑戰賽 | 國際系列賽 | 未來系列賽 | 其他 |

| 2018-2026年 | 總決賽 | 超級1000賽 | 超級750賽 | 超級500賽 | 超級300賽 | 超級100賽 | 國際挑戰賽 | 國際系列賽 | 未來系列賽 | 其他 |